# Tengo que morir todas las noches (serie de televisión)
Tengo que morir todas las noches es una serie mexicana que narra las vivencias de una serie de personajes cuyas vidas convergen en El 9 bastión de la contracultura y la comunidad LGBT del México de los años 70 y 80.
La serie está basada en el libro Tengo que morir todas las noches: Una crónica de los ochenta, el underground y la cultura gay (2014) escrito por Guillermo Osorno.
Se estrenó a través de la plataforma Prime Video el 7 de junio de 2024.

## Sinopsis
La serie muestra la vida de varios personajes del México de los años 1980s, cuyas vidas convergen alrededor de El 9, célebre bar ubicado en la Zona Rosa de la Ciudad de México y que pasó a la historia como el primer recinto abiertamente LGBT que existió en la capital mexicana.
Ellos son Guillermo, un joven estudiante de periodismo que llega a estudiar a la Ciudad de México desde Cuernavaca en donde descubre su propia sexualidad; Blas, el DJ del 9, un joven de espíritu libre que sueña con hacer una vida en Londres, Gloria, una representante artística abiertamente lesbiana y su tormentosa relación con una joven aspirante a cantante, y Carlo, uno de los dueños del recinto, el cual lleva una doble vida: por el día es un modelo de padre de familia, y por las noches dirige el 9 junto a Artie, su pareja gay de toda la vida.
En medio de sus vivencias personales, los personajes viven las afrentas de una sociedad y un sistema judicial profundamente represor contra la libertad sexual, así como también los primeros embates del VIH/sida en México .

## Reparto

### Principal
- José Antonio Toledano como Guillermo
- David Montalvo como Blas
- Silvia Navarro como Gloria Romero
- Humberto Busto como Carlo
- Brays Efe como Artie
- Manuel Masalva como Rogelio
- Cristina Rodlo como Aída Castillo
- Nova Coronel como Nova
- Everardo Arzate como Arturo
- Sophie Alexander como Elena
- Germán Bracco como Alonso
- Mariana Giménez como Sara

### Recurrente
- Elyfer Torres como Daniela
- Enrique Arreola como Luis
- La Bruja de Texcoco como Quetzal "Reina de Reinas"
- Iván Aragón como Genaro
- Juan Pablo de Santiago como Ulises
- Mauro Sánchez-Navarro como Mauro
- Salvador Garcini como Raúl
- Morganna Love como Monique
- Luisa Huertas como Jovita
- Zemmoa como Amanda

con la colaboración especial de
- Alejandra Bogue como Ella misma
- Henri Donnandieu como Él mismo

## Episodios
| N.º | Título      | Dirigido por                       | Escrito por                                                                  | Fecha de lanzamiento original |
| --- | ----------- | ---------------------------------- | ---------------------------------------------------------------------------- | ----------------------------- |
| 1   | «El Nueve»  | Ernesto Contreras y Alejandro Zuno | Fernando Javier León Rodríguez, Alejandro Ricaño, Fanie Soto, Jorge Tijerina | 7 de junio de 2024            |
| 2   | «Sexo»      | Ernesto Contreras y Alejandro Zuno | Fernando Javier León Rodríguez, Alejandro Ricaño, Fanie Soto, Jorge Tijerina | 7 de junio de 2024            |
| 3   | «¿Poppers?» | Ernesto Contreras y Alejandro Zuno | Fernando Javier León Rodríguez, Alejandro Ricaño, Fanie Soto, Jorge Tijerina | 7 de junio de 2024            |
| 4   | «Buga»      | Ernesto Contreras y Alejandro Zuno | Fernando Javier León Rodríguez, Alejandro Ricaño, Fanie Soto, Jorge Tijerina | 7 de junio de 2024            |
| 5   | «Alarma»    | Ernesto Contreras y Alejandro Zuno | Fernando Javier León Rodríguez, Alejandro Ricaño, Fanie Soto, Jorge Tijerina | 7 de junio de 2024            |
| 6   | «Londres»   | Ernesto Contreras y Alejandro Zuno | Fernando Javier León Rodríguez, Alejandro Ricaño, Fanie Soto, Jorge Tijerina | 7 de junio de 2024            |
| 7   | «Positivo»  | Ernesto Contreras y Alejandro Zuno | Fernando Javier León Rodríguez, Alejandro Ricaño, Fanie Soto, Jorge Tijerina | 7 de junio de 2024            |
| 8   | «La Tribu»  | Ernesto Contreras y Alejandro Zuno | Fernando Javier León Rodríguez, Alejandro Ricaño, Fanie Soto, Jorge Tijerina | 7 de junio de 2024            |

## Producción

### Contexto
En la década de los 70, surgió una explosión de vida nocturna en la Ciudad de México. Y específicamente, la comunidad LGBT encontró sus primeros espacios relativamente libres para poder florecer, una suerte de bastiones en medio de un ambiente social aún muy hostil hacia la diversidad sexual. Uno de estos espacios fue el 9, que ha pasado a la historia porque, además, fue uno de los núcleos, sociales, artísticos y contraculturales más fascinantes de cuantos hayan existido en México.
Todo esto se aderezaba con un contexto social e histórico muy delicado en el país: una severa crisis económica, un terrible terremoto que hirió gravemente a la metrópoli en 1985 y una epidemia que comenzó a cimbrar a la humanidad y a la comunidad LGBT: el VIH/sida.

### Desarrollo  y Estreno
La serie comenzó su producción en 2021, cuando se anunció la adaptación como serie de Tengo que morir todas las noches, el libro sobre el célebre bar LGBT mexicano 9 del autor y periodista Guillermo Osorno, sería adaptado como serie streaming. Originalmente la serie sería lanzada por la plataforma Paramount+. 
A mediados de 2023, la serie de ocho episodios triunfó en el Festival Series Manía realizada en Francia, donde obtuvo el galardón Mejor Dirección.